# Dichloraniline
Die Dichloraniline bilden eine Stoffgruppe von aromatischen Verbindungen, die sich sowohl vom Anilin als auch von Chlorbenzol ableiten. Die Struktur besteht aus einem Benzolring mit angefügter Aminogruppe (–NH2) und zwei Chlor (–Cl) als Substituenten. Durch deren unterschiedliche Anordnung ergeben sich sechs Konstitutionsisomere mit der Summenformel C6H5Cl2N. Alle Stoffe sind in Wasser schwer löslich und giftig.
| Gefahrensymbol | Gefahrensymbol | Gefahrensymbol |

| Gefahrensymbol | Gefahrensymbol |

| Gefahrensymbol |

| Gefahrensymbol | Gefahrensymbol |

| Gefahrensymbol |

## Darstellung
Dichloraniline können durch Hydrierung von Dichlornitrobenzolen mit Wasserstoff mit Hilfe eines Edelmetallkatalysators bei Temperaturen von 80 bis 180 °C und Drücken von 0,3 bis 15 MPa gewonnen werden.

## Verwendung
Alle Dichloraniline werden als Zwischenprodukte zur Herstellung von Arzneistoffen,  Farbstoffen, Schädlingsbekämpfungsmitteln und Pflanzenschutzmitteln, aber auch Flammschutzmitteln und Polymeren verwendet. So wird z. B. 3,4-Dichloranilin zu Diethofencarb und – über 3,4-Dichlorphenylisocyanat – zu Diuron sowie 3,5-Dichloranilin zu Vinclozolin verarbeitet. Weltweit werden etwa 45.000 t 3,4-Dichloranilin pro Jahr produziert (Stand 1997).